# Флаг Небраски
Флаг Небраски (англ. Flag of Nebraska) — один из символов американского штата Небраска.
Флаг штата Небраска представляет собой синее прямоугольное полотнище с изображением в центре печати штата, выполненной золотым и серебряным цветом. Текущий дизайн флага был принят в 1925 году. Официальное утверждение, как флага штата, произошло в 1963 году. Штат Небраска был одним из последних штатов США, принявших официальный флаг.
Североамериканская вексиллологическая ассоциация, в оценочном обзоре 2001 года среди флагов США и Канады, присвоила флагу Небраски 71-е место из 72-х. Последним в этом списке стоял флаг Джорджии образца 2001 года. После принятия в 2003 году штатом Джорджия нового флага, флаг Небраски, среди флагов находящихся в использовании, имеет на 2010 год самый худший дизайн флага.